# Robert Cayman
Robert Charles Dymphna Cayman (Hornsey, 17 maart 1919 - Hoboken, 20 augustus 2001) was een Belgisch hockeyer.

## Levensloop
Caymans was actief bij de Antwerpse club Victory HC. Met die club werd hij in 1950 landskampioen.
Daarnaast maakte hij deel uit van het Belgisch hockeyteam dat deelnam aan de Olympische Zomerspelen van 1948.